# Powstanie styczniowe na ziemiach zabranych

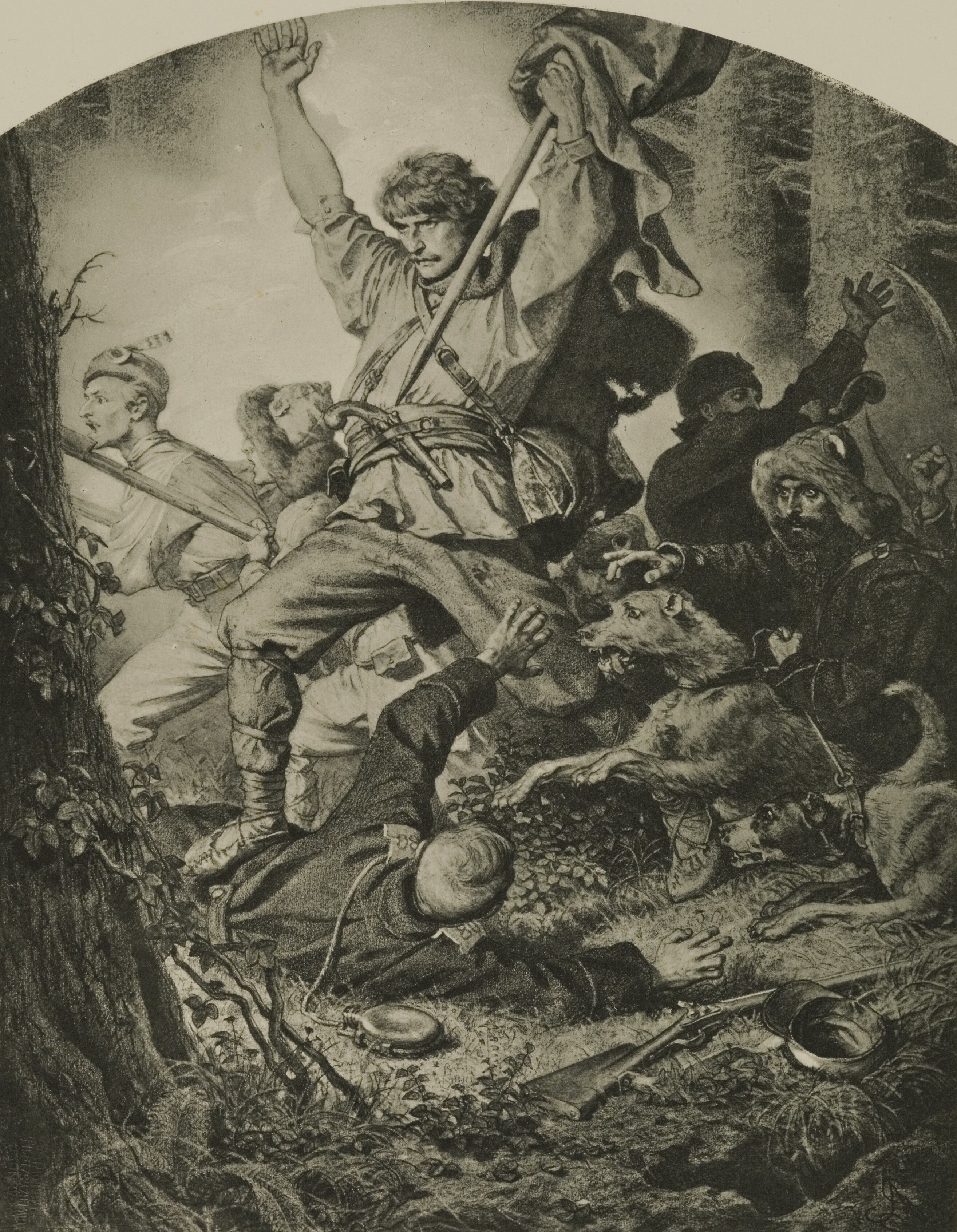
Bój, grafika Artura Grottgera z cyklu Lithuania.

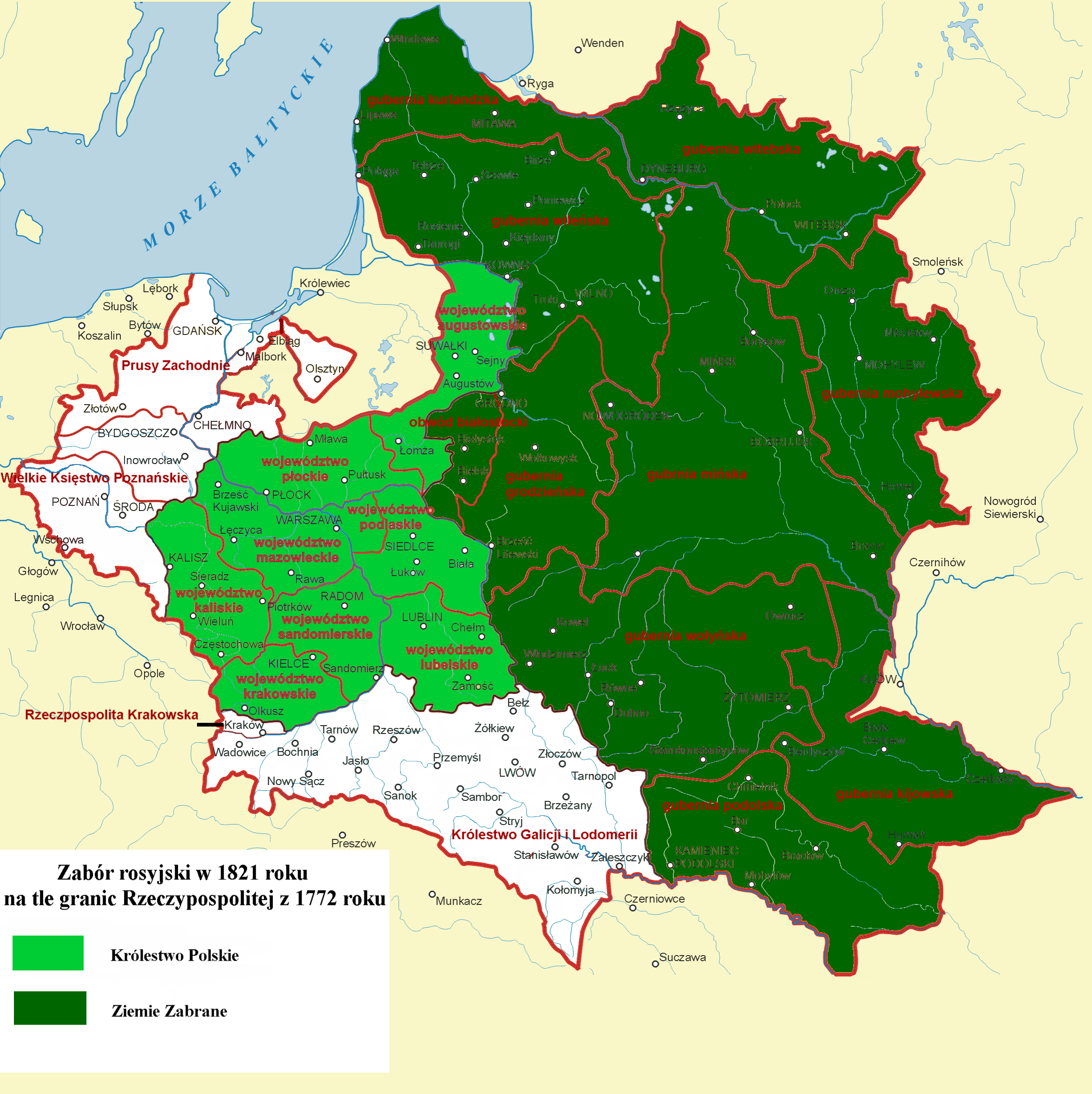
Ziemie zaboru rosyjskiego w 1821 roku: Królestwo Polskie (kongresowe) i ziemie zabrane na tle granic Rzeczypospolitej z 1772 roku

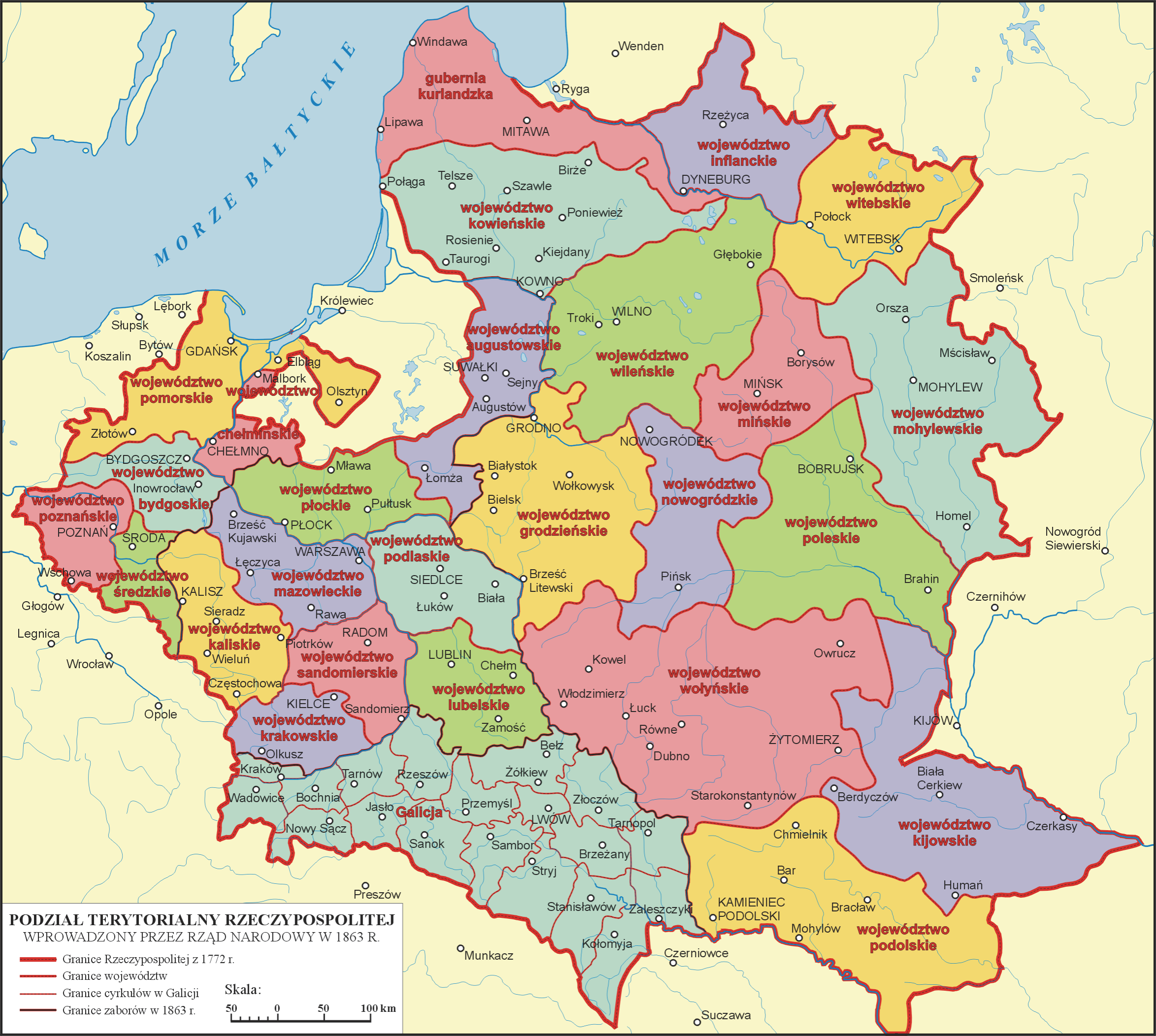
Podział administracyjny Rzeczypospolitej w granicach przedrozbiorowych wprowadzony przez Rząd Narodowy w czasie powstania styczniowego w 1863 roku

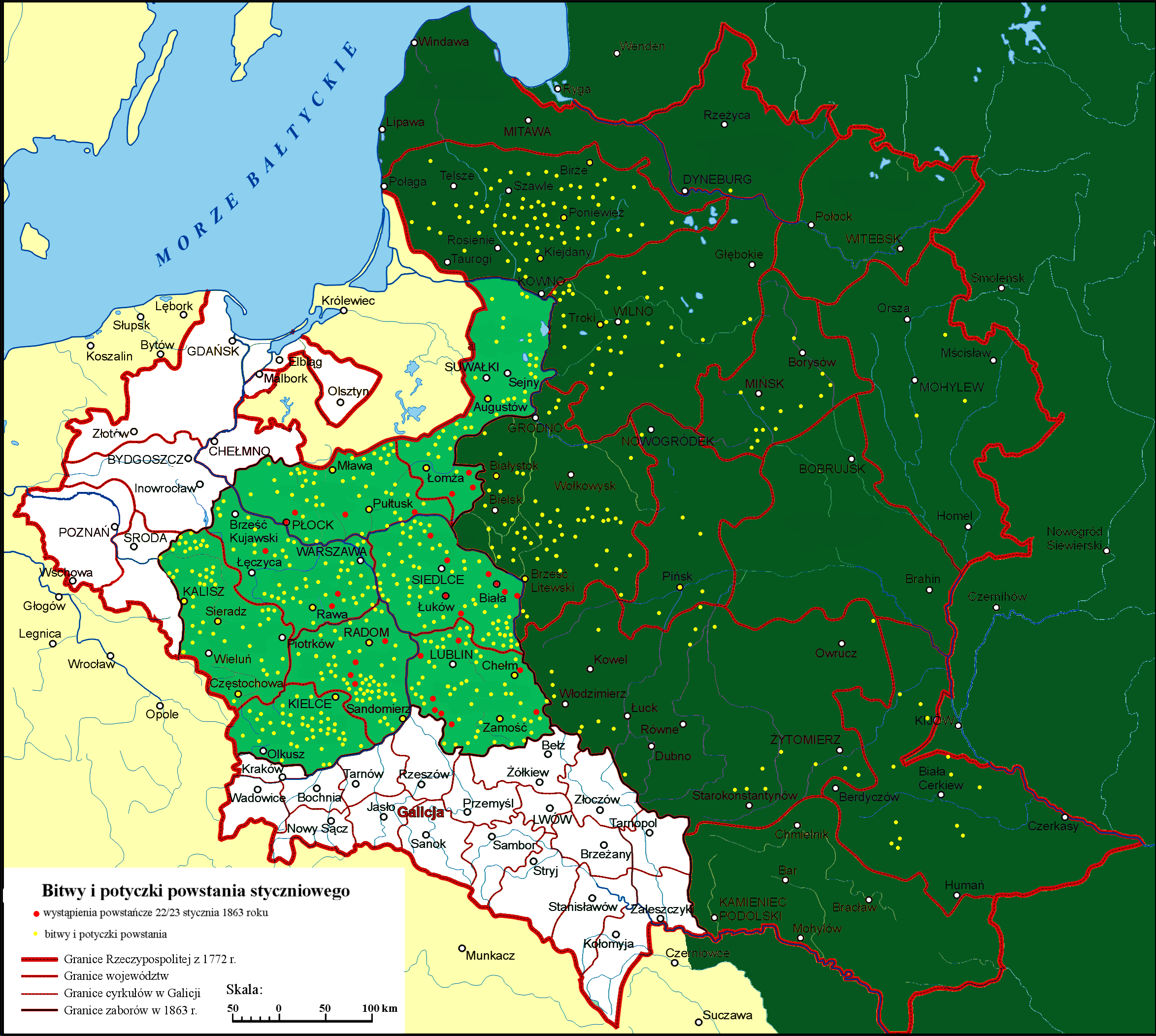
Bitwy i potyczki powstania styczniowego w latach 1863-1864

Herb powstańczy, symbolizował złączenie 3 narodów Rzeczypospolitej: Polski (Orzeł Biały), Litwy (Pogoń) i Ukrainy (Michał Archanioł, herb Rusi Kijowskiej)

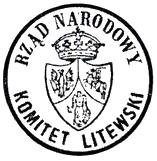
Pieczęć Komitetu Litewskiego w powstaniu styczniowym

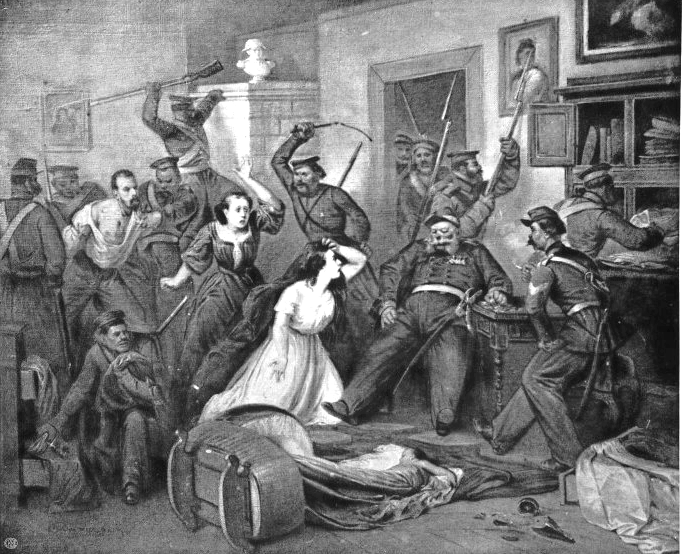
Rewizja wojsk rosyjskich w polskim dworze

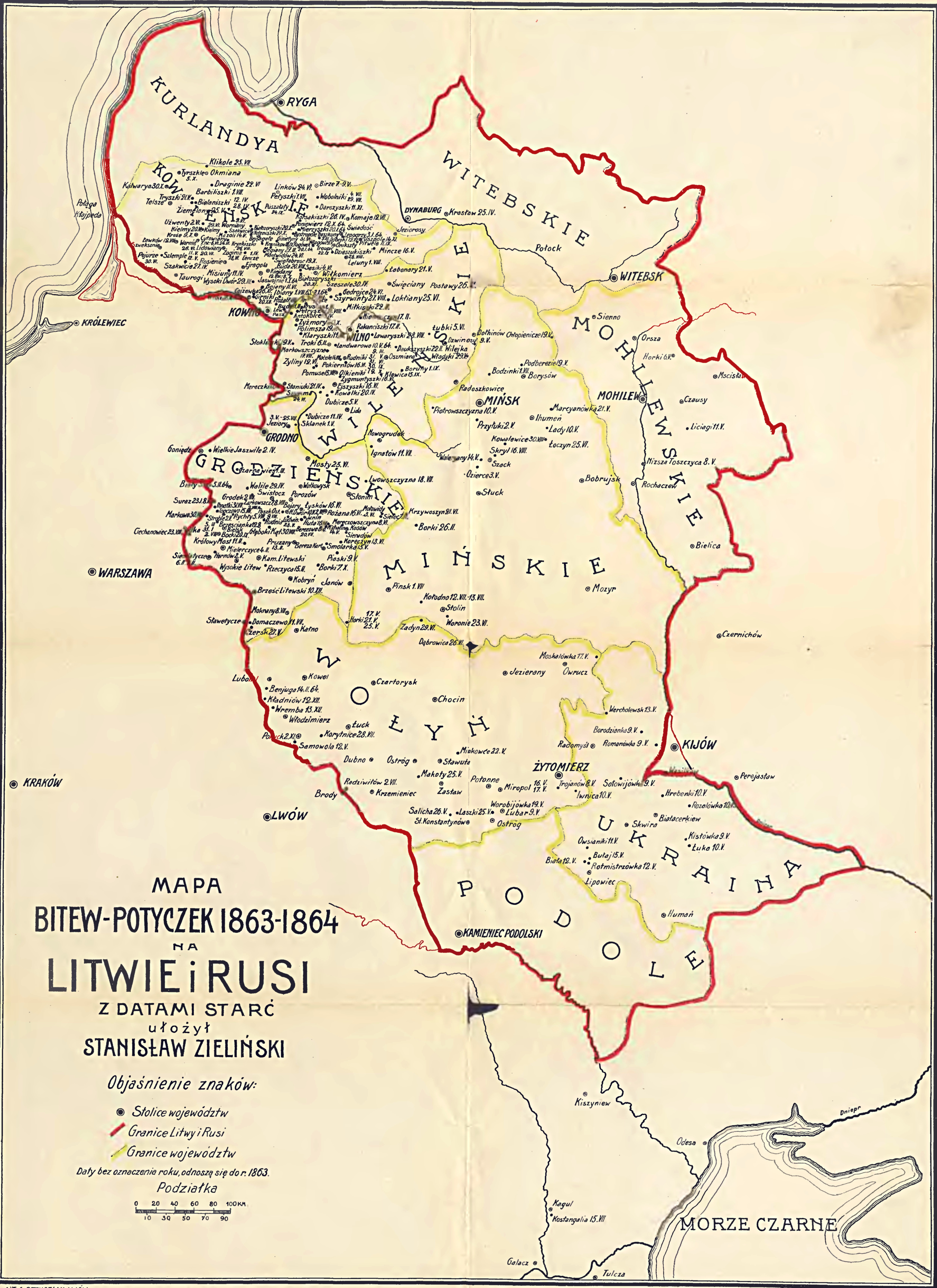
Bitwy i potyczki powstania styczniowego na Litwie i Rusi 1863-1864

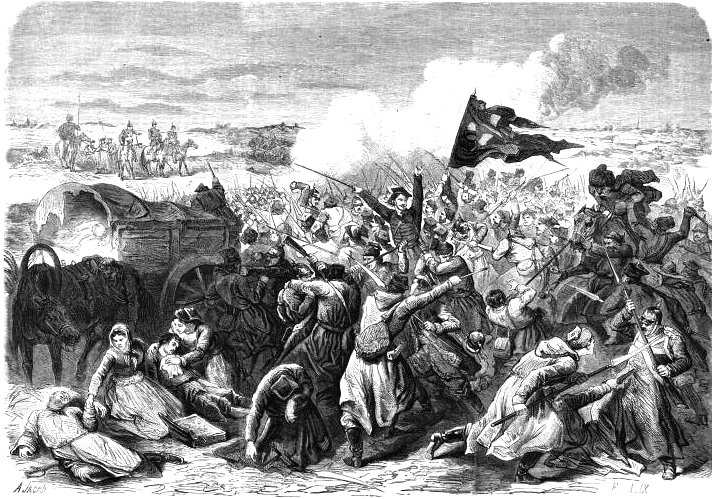
Starcie polsko-rosyjskie pod Kowlem na Wołyniu w 1863 roku

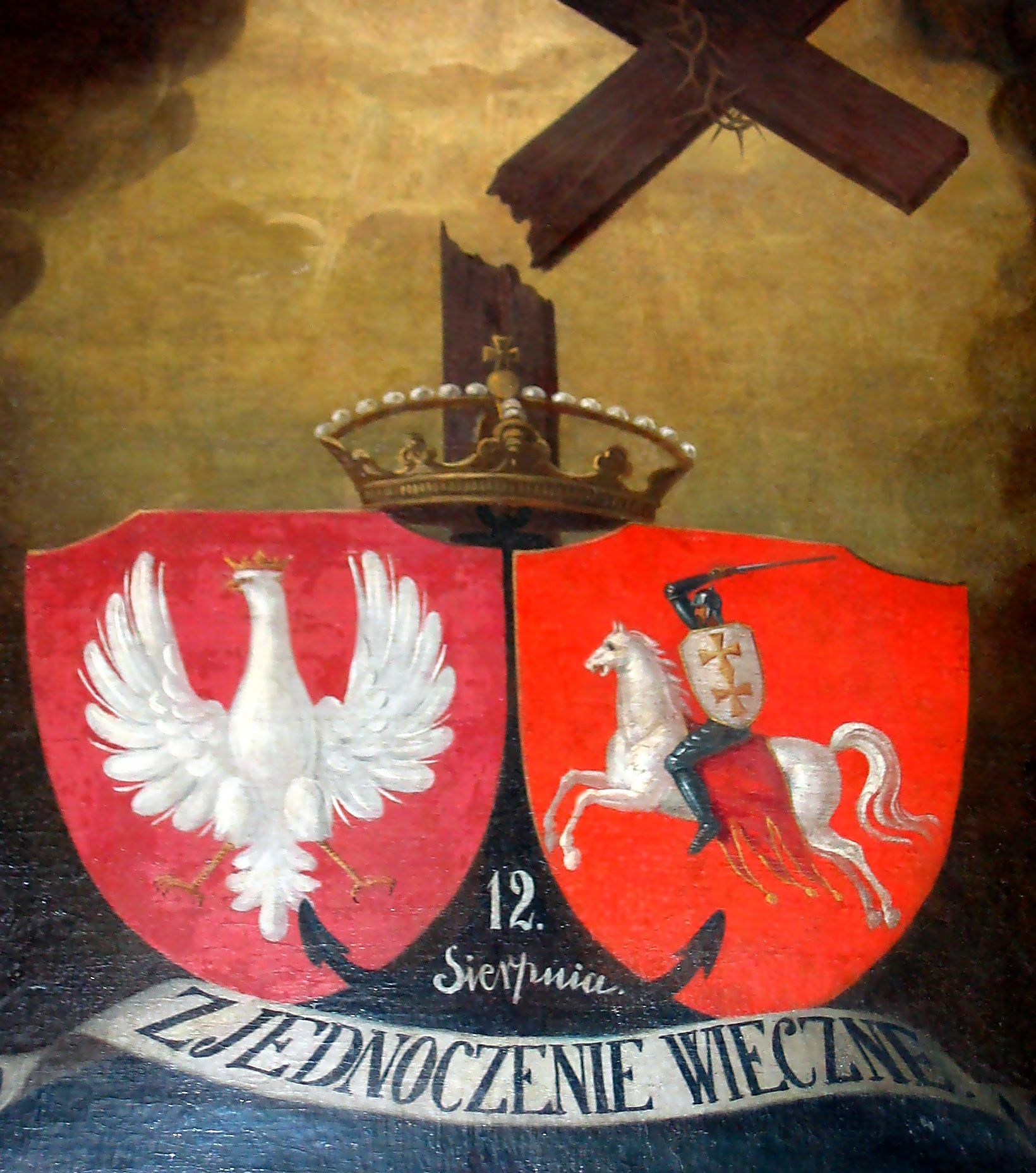
Obraz z epoki namalowany w 1861 roku dla uczczenia obchodów kolejnej rocznicy unii polsko-litewskiej

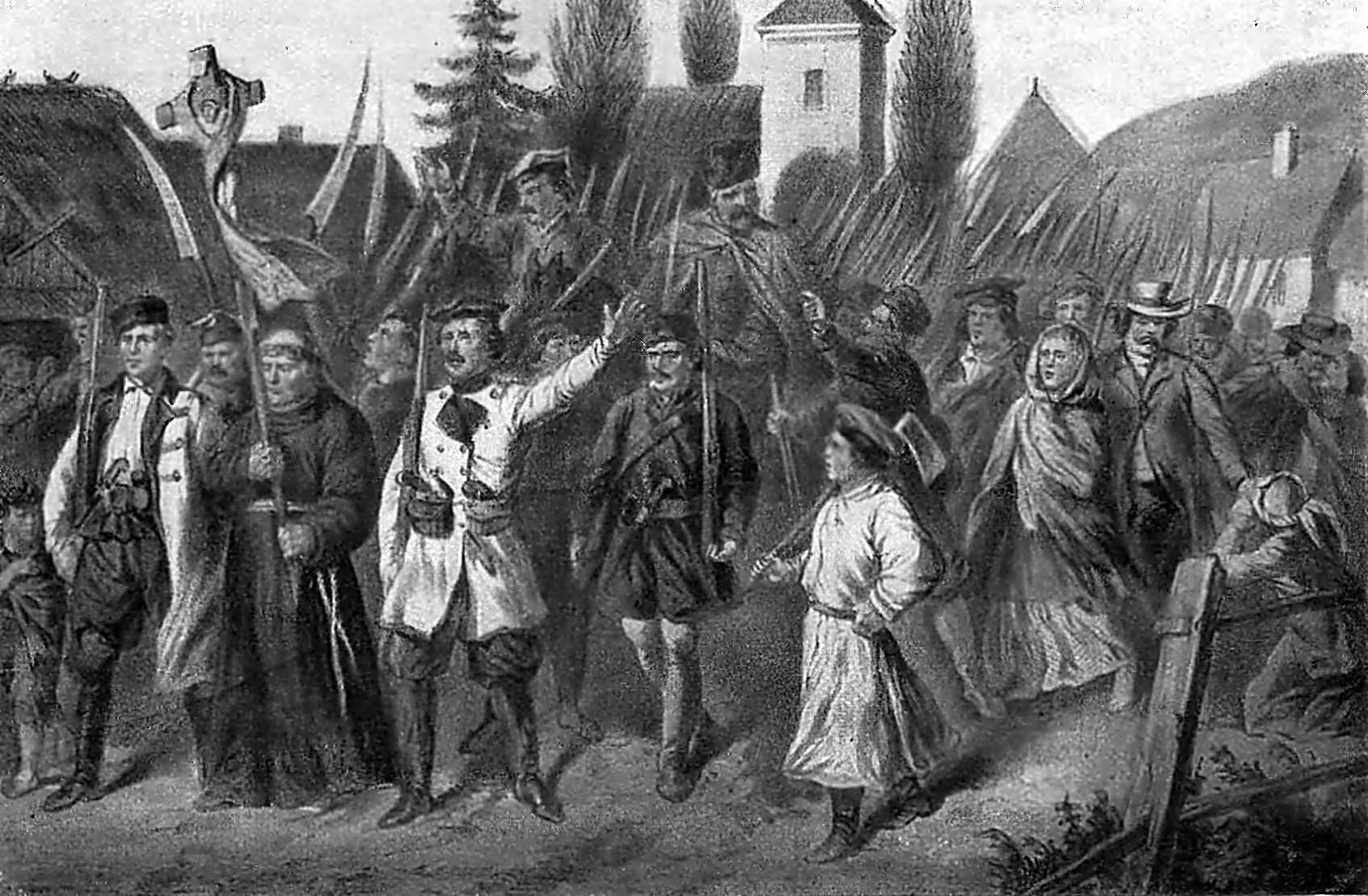
Partia powstańcza opuszcza Grodno

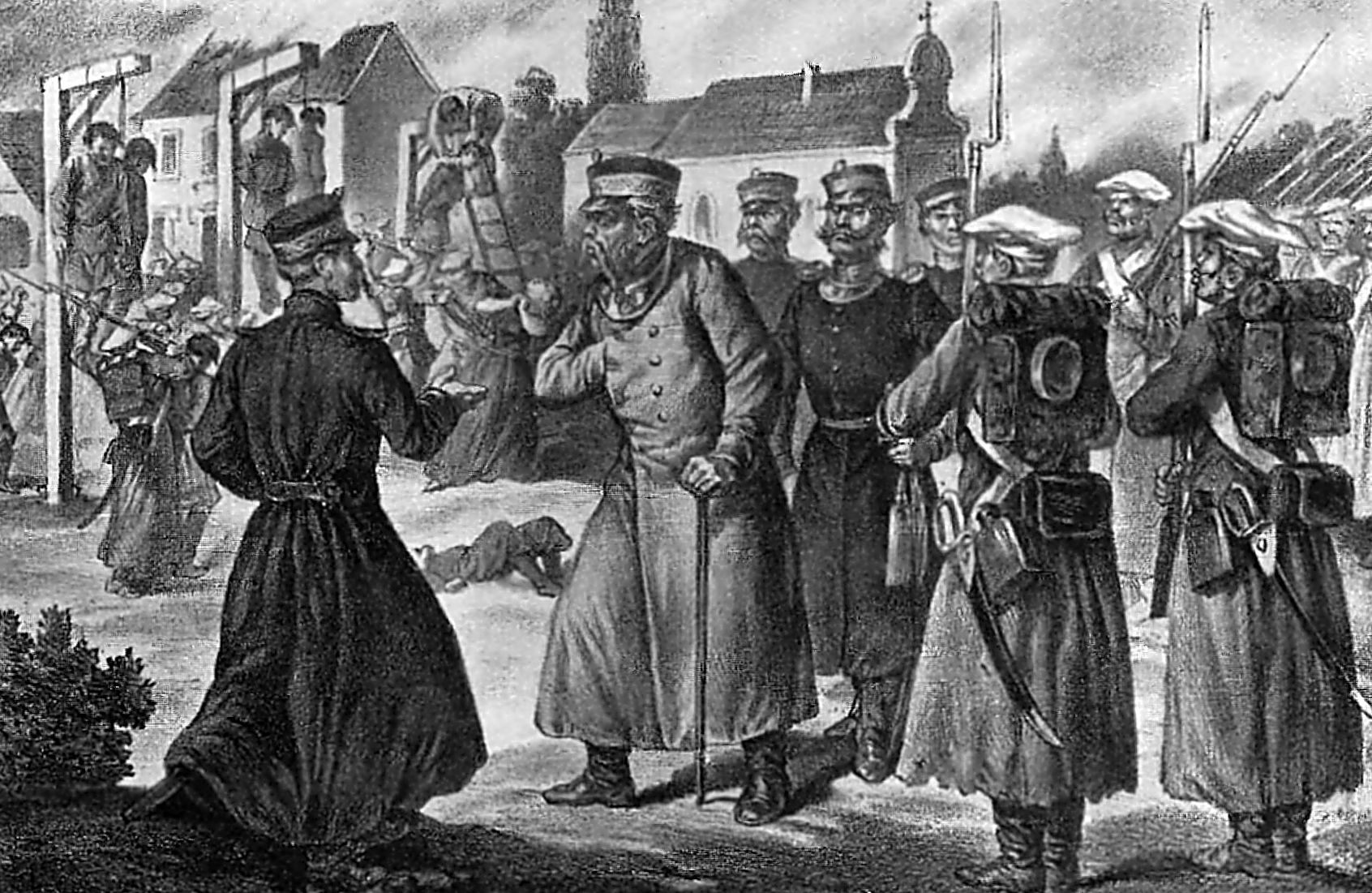
Michaił Murawjow Wileński „Wieszatiel” na Litwie

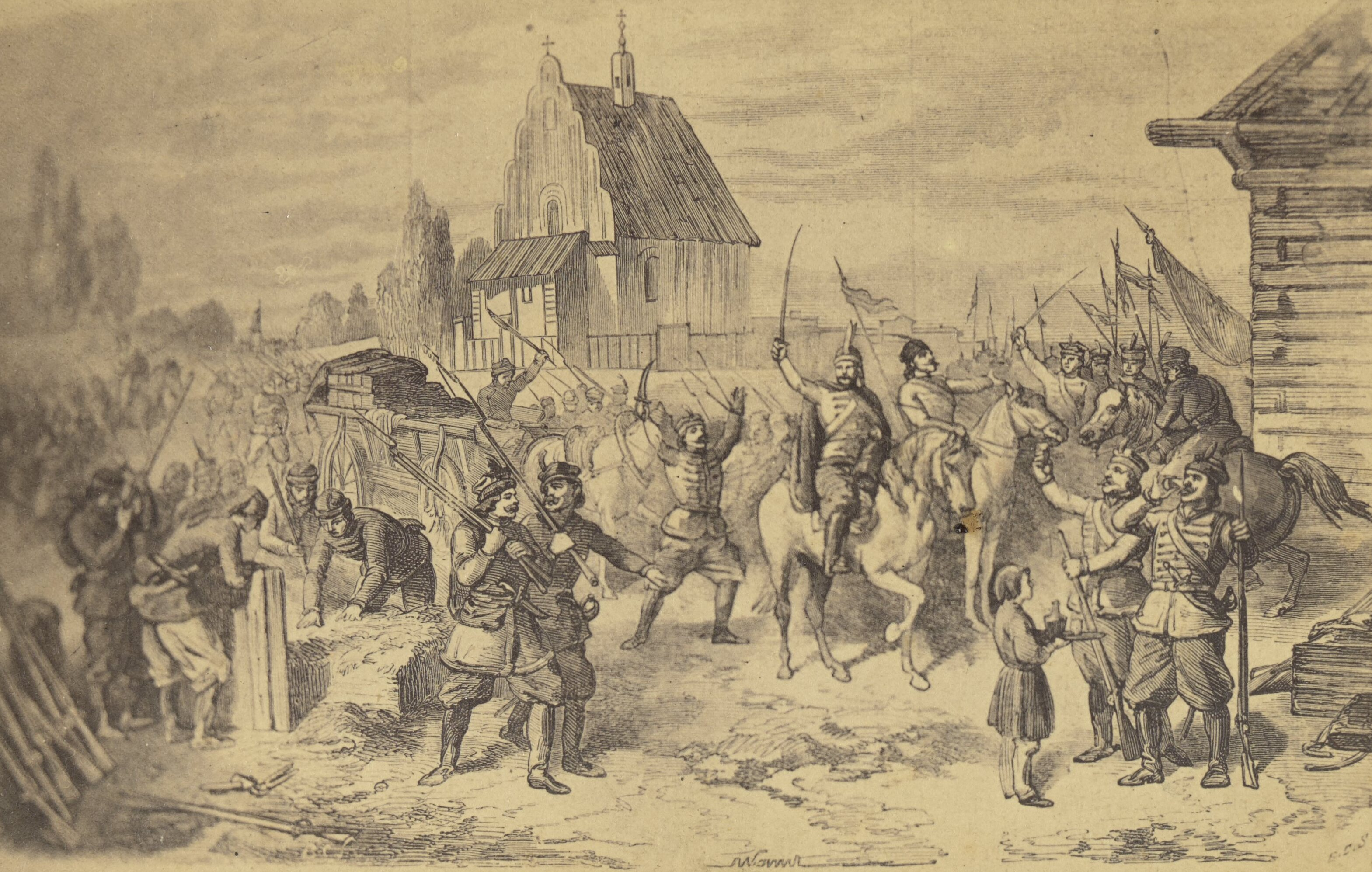
Wkroczenie wojsk powstańczych do Drużkopola na Wołyniu

Powstanie styczniowe na ziemiach zabranych (także powstanie styczniowe na Litwie i Rusi) – działania powstańcze, które objęły w latach 1863–1865 ziemie zaboru rosyjskiego przedrozbiorowej I Rzeczypospolitej (tzw. ziemie zabrane), zamieszkane przez Polaków.

## Przygotowania
Już w 1861 przyszły dyktator powstania gen. Ludwik Mierosławski sformułował cele strategiczne nowej wojny partyzanckiej z Rosją. Analizując klęskę powstania listopadowego doszedł on do wniosku, że klucz do zwycięstwa leży w odcięciu rosyjskich linii zaopatrzenia dla jednostek stacjonujących w Królestwie Polskim poprzez wzniecenie ognisk oporu na ziemiach zabranych. Działania te miały na celu rozproszenie sił rosyjskich na rozległych i słabo zaludnionych ziemiach wschodnich i opóźnienie nadejścia rosyjskich sił głównych do czasu opanowania Królestwa Polskiego przez polskich powstańców.

## Stronnictwa białych i czerwonych, manifestacje
Na początku lat 60. wzrosła aktywność społeczeństwa w Królestwie Polskim, która znalazła wyraz w pokojowych manifestacjach, brutalnie stłumionych przez wojsko rosyjskie. W tej sytuacji społeczeństwo uciekło się do innych form demonstracji, które sprzyjały rozwojowi działalności konspiracyjnej i dalszemu osłabianiu postaw ugodowych. W tym czasie zaczęły formować się dwie orientacje polityczne: „czerwoni"- zwolennicy powstania oraz „biali”, którzy pragnęli powstania uniknąć (byli to głównie członkowie Towarzystwa Rolniczego, przedstawiciele arystokracji i burżuazji). Pierwsze ugrupowanie miało swoich zwolenników nie tylko w Królestwie, ale również na prowincjach. Na Ukrainie współpracowali z nimi członkowie Związku Trojnickiego. Organizacja ta, zbudowana wedle systemu trójkowego i nazwana z tego powodu Związkiem Trojnickim, powstała już w roku 1857 w środowisku młodzieży „chłopomańskiej”, czyli stawiającej sobie za cel społeczną emancypację chłopów, którzy również na Litwie i Rusi Białej mieli swoich zwolenników. Pod koniec października 1861 utworzono kilkuosobowy Komitet Miejski, grupujący radykalnych działaczy „czerwonych”. Komitet zakładał swoje oddziały w innych miastach Królestwa i zaboru rosyjskiego, głównie dzięki współpracy z tajną organizacją działającą wśród oficerów wojsk carskich stacjonujących w Królestwie, na Litwie i na Ukrainie.
W manifestacjach brało udział coraz więcej ludzi. Kładziono w nich duży nacisk na zaznaczenie więzi łączących Królestwo z Ziemiami Zabranymi. 12 sierpnia obchodzono rocznicę unii lubelskiej, a 10 października odbyła się Manifestacja Jedności Rzeczypospolitej Obojga Narodów w Horodle. W tym celu zaprojektowano masową manifestację przedstawicieli wszystkich dzielnic Polski, Litwy i Rusi.
Sytuacja na ziemiach zabranych była bardziej skomplikowana, niż by się mogło wydawać. Ziemiaństwo kresowe było przeciwne powstaniu i szukało sposobów jego zapobieżenia. Byli oni związani z „białymi” i tak jak oni proklamowali pracę organiczną i porozumienie z carem. Przeciwieństwem był obóz „czerwonych”, który nawoływał do wspólnego powstania przeciwko ciemiężycielowi. Sytuacja zmieniła się w niewielkim stopniu w drugiej połowie 1862 r., kiedy to organicznicy z Kongresówki postulowali połączenie Ziem Zabranych z Królestwem, co miało udowodnić, że klasy posiadające żywią uczucia nie mniej patriotyczne w porównaniu do obozu „czerwonych”. W tej sytuacji na Litwie wśród „białych” doszło do podziału na zwolenników jedności Litwy z Koroną i jej przeciwników.
Organizacja „czerwonych” na Litwie skupiała się głównie w Wilnie i występowała od 1862 r. pod nazwą Komitet Prowincjonalny Litewski. Podkreślał on swoją niezależność od Komitetu Centralnego Narodowego w Królestwie. Może to świadczyć o separatyzmie Litwy, która nie podchodziła tak entuzjastycznie do połączenia się z Polską, jak chciał Komitet Centralny. Sytuacja na Ukrainie, a tym samym i stosunki jej z Warszawą różniły się od warunków na Litwie.  Przywódcy powstania nie mogli liczyć na poparcie ani ziemiaństwa, ani inteligencji. Komitet ruchu powstał w Kijowie w połowie 1862 za sprawą ppłk Edmunda Różyckiego. W swojej działalności był bardzo ostrożny, nie obiecywał uwłaszczenia, a jedynie próbował buntować chłopów przeciwko władzy carskiej.

## Dekrety uwłaszczeniowe Komitetu
W przededniu powstania Komitet wydał dwa dekrety uwłaszczeniowe. Pierwszy z nich nadawał wszystkim gospodarzom  posiadane przez nich grunty wyłącznie i dziedzicznie wraz z przynależnymi prawami i przywilejami. Tym samym anulował obciążające chłopów czynsze i robocizny. Poszkodowanym właścicielom ziemskim obiecywano w późniejszym terminie odszkodowania. Podobną postawę przyjął utworzony zaraz po wybuchu powstania Prowincjonalny Rząd Tymczasowy na Litwie i Rusi Białej. Przedstawiciele „czerwonych” na Litwie (w przeciwieństwie do „białych”) nie wahali się długo przed poparciem powstania.

## Działania bojowe
Do pierwszych ataków doszło już 23 stycznia w obwodzie białostockim, a 7 lutego na tym terenie doszło do bitwy pod Siemiatyczami, skąd ruszono na wschód, aby poruszyć ludność Litwy. Roman Rogiński ze 150 ludźmi dotarł na Polesie, które było idealną bazą na partyzantkę. Jednak niechęć chłopów do powstania była większa niż się początkowo wydawało. Rogiński nie znalazł oparcia wśród ludności, rozbity pod Borkami 26 lutego został w kilka dni później schwytany przez chłopów i wydany w ręce armii carskiej. 
W Kijowie Komitet Prowincjonalny na Rusi przygotowywał powstanie w porozumieniu z KCN. Jego rozpoczęcie planowano na luty. Jednocześnie trwały rozmowy pomiędzy „białymi” i „czerwonymi”, które nie dały żadnych efektów. Komitet zdobył się jedynie na prośbę o odroczenie wybuchu do końca kwietnia.

## Uwłaszczenie na Litwie
Na początku lutego 1863 roku Komitet Prowincjonalny  Litewski ogłosił się rewolucyjnym rządem i wydał manifest do ludności. Oddawał on chłopom ziemię na własność bez konieczności wykupu. Dzięki tym postanowieniom do oddziałów powstańczych zaczęli masowo przystępować chłopi. Ta sytuacja przeraziła władze carskie i skłoniła cara do wydania ukazu znoszącego wszelkie powinności chłopskie na rzecz panów.

## Porozumienie między komitetami
Na przełomie lutego i marca doszło do porozumienia między Rządem Tymczasowym a komitetem „białych” w Wilnie. Utworzono wówczas Wydział Zarządzający Prowincjami Litwy. Prezesem wydziału był Jakub Gieysztor, a komisarzem Nestor Laurans. Datę rozpoczęcia walk wyznaczono na koniec marca, a kilka dni później ukazała się odezwa wzywająca Litwinów i Rusinów do walki. Nakazano naczelnikom wojskowym ogłaszać we wsiach dekrety uwłaszczeniowe. Przeprowadzono nowy podział terytorialny, a stanowiska wojewódzkie i powiatowe objęli prawie wszędzie właściciele ziemscy, natomiast „czerwoni” zostali odsunięci na podrzędne stanowiska. Nie utworzono żadnej organizacji spiskowej. W momencie, kiedy władza została opanowana przez polskie ziemiaństwo, przekreślono szanse na włączenie się mas chłopskich do powstania.
Pierwsze walki rozpoczęły się już w lutym, jednak większość spośród walczących już w następnym miesiącu znalazła się w niewoli. W maju pojawiły się oddziały w powiecie wilejskim i święciańskim. Na terenach Wileńszczyzny do powstania przyłączała się głównie ludność polska, zarówno chłopi, jak i drobna szlachta. W zachodniej Grodzieńszczyźnie włączali się też chłopi białoruscy. W połowie marca do powstania zaczęli przystępować również chłopi litewscy. Była to głównie zasługa klasowej i narodowo-litewskiej opozycji przeciwko caratowi. W połowie kwietnia ruch objął powiaty: kowieński, rosieński, szawelski.
Gorzej przedstawiała się sytuacja na pozostałych obszarach rdzennej Rusi Białej. We wschodniej Grodzieńszczyżnie i Mińszcyżnie chłopi pozostali obojętni. Doszło nawet w połowie kwietnia do wystąpień antyziemiańskich. Dowódcą powstania litewskiego został Zygmunt Sierakowski „Dołęga”, objąwszy dowództwo nad niewielkim oddziałem skierował się do Laudy, aby tam dołączyć do Kołyszki i Mackiewicza. W drodze stoczył zwycięską bitwę pod Ginietyniami. Na początku maja w okolicach Birż doszło do rozstrzygającej bitwy między wojskami rosyjskimi a powstańcami z Litwy. Bitwa trwała trzy dni, pierwsze dwa były pomyślne dla powstańców, choć drugiego dnia poległo kilku najlepszych oficerów. Trzeciego dnia, po dalszej zaciętej walce podzieleni powstańcy wycofali się w lasy. W tej sytuacji pierwszy impet powstania został złamany, mimo że Mackiewicz dość szybko odtworzył oddziały. Udało mu się jednak przetrzymać klęskę i kontynuować kampanię, tworzyły się też nowe oddziały chłopskie.

## Próba zamachu stanu i represje Murawiowa
W lipcu doszło do próby zamachu stanu, któremu przewodniczyli Kalinowski i Małachowski. Żądali, by Komitet ogłosił się na Litwie władzą samodzielną, dodatkowo oświadczenie uwierzytelnili pieczęcią komisarską. W tej sytuacji na miejsce du Lauransa został mianowany w Warszawie Oskar Awejde. Tymczasem na Litwie rozpoczynał się okres terroru Michaiła Murawjowa Wieszatiela, który starał się zmusić szlachtę do podpisywania oświadczenia, że potępiają powstanie. Z rozkazem tym zwrócił się najpierw do marszałków gubernialnych. Jako pierwszy dostarczył takie oświadczenia Aleksander Domeyko, marszałek gubernialny wileński, którego okrzyknięto zdrajcą, a następnie próbowano zamordować. Ta nieudana akcja rozpętała terror, który rozbił organizację wileńską. Większość przywódców powstania uciekło, został jedynie Kalinowski, który za zgodą Rządu Narodowego pozostał w wydziale. W praktyce Kalinowski stał się niezależnym przywódcą powstania litewskiego. Niestety, samo powstanie litewskie chyliło się już wtedy do upadku. Głównym powodem zaniku powstania na Litwie była słabnąca stale partyzantka. Zimą część oddziałów rozpuszczono, między innymi oddział Mackiewicza. Sam Mackiewicz w grudniu 1863 roku został schwytany, jeszcze w tym samym miesiącu zginął na szubienicy.
Konstanty Kalinowski został aresztowany w Wilnie pod koniec stycznia, wyrok został wykonany w marcu na Placu Łukiskim w Wilnie. Dowództwo na Litwie przyszły karmelita i święty katolicki Józef Kalinowski, ale już w marcu został aresztowany. „Ostatni z 247 bojów powstańczych na Litwie i Białorusi stoczono koło Poniewieża 12 X 1864 roku”.
Po stłumieniu powstania w stosunku do ludności rozpoczęto represje. „Wielu uczestników powstania oddało życie na polu walki, 669 na placu egzekucyjnym, z tego 180 w wileńskim okręgu wojennym obejmującym Litwę i Białoruś”.
Przedstawicieli warstw uprzywilejowanych wysłano na katorgę, powstańców z klas niższych wcielano do wojska lub oddawano pod nadzór policji. „Na Syberię poszło 38000 osób, przodowała tu Litwa i Białoruś, dostarczając 57% ogółu zesłanych”.

## Sytuacja na Rusi
Na Rusi sytuacja powstania była o wiele trudniejsza niż na Litwie. Wybuch powstania został odłożony do maja. Policja od czasu do czasu natrafiała na ogniwa organizacji tajnej. W styczniu 1863 r. została rozbita „agentura rewolucyjna” w Odessie, w kwietniu – kółko rewolucyjne w Kijowie. W marcu nastąpiła wsypa polskiej organizacji czerwonej w pow. Skwirskim. W lutym odkryto w Kijowie tajną drukarnię.
Ziemiaństwo starało się zapobiec wybuchowi powstania lub chociaż je odroczyć. Przedstawicielami Wydziału Prowincjonalnego na Rusi byli: Edmund Różycki, Izydor Kopernicki, Aleksander Jabłonowski. Od przywódców powstania w Królestwie żądali wkroczenia silnych oddziałów z Galicji Wschodniej na Wołyń i Podole na co nie zgodził się komitet lwowski Adama Sapiehy. W tej sytuacji Różycki z Wysockim uzgodnili, że Kijowszczyzna i Wołyń powstaną na początku maja, a wtedy wkroczy Wysocki. Podole zaś miało powstać nieco później, a z pomocą miał mu przyjść Miłkowski.

### Uwłaszczenie na Rusi
Aby przyciągnąć na swoją stronę masy ludu ukraińskiego, wydano odezwę, tzw. Złotą Hramotę. Główne jej założenie mówiło, że ziemie orne, sadyby pańskie i skarbowe, które posiadali włościanie, będą własnością każdego gospodarza bez żadnej zapłaty. Chłopi przyjmowali ją chętnie, były jednak miejsca, jak gubernia kijowska, gdzie ustosunkowali się do ogłoszenia wrogo. Dochodziło nawet do napaści na powstańców, którzy rozdawali chłopom Hramoty. Paweł Jasienica komentował ten fakt, mówiąc, że lud ukraiński zwalczał powstanie dlatego, że uważał je za pańskie, a nie dlatego, że było ono polskie. Osobną odezwę skierowano do Polaków na Rusi, która namawiała do pomocy dla Litwy i Korony.
Różycki planował rozwinąć w guberni wołyńskiej (głównie w jej północnej części) partyzantkę i w tym kierunku wyruszyło z Kijowa kilka grup spiskowych, którym dowodził kpt. Władysław Rudnicki. W wielu miejscach dochodziło do napaści na powstańców przez uzbrojonych chłopów. Liczne też były napady na dwory i przejezdną szlachtę.
Lepiej przedstawiała się sytuacja na Wołyniu, gdzie chłopi odnosili się do powstańców bez niechęci, a nawet z życzliwością. Na początku maja Różycki na czele ok. 200 jazdy wkroczył do Lubaru, następnie zaś przeszedł do Połonnego, gdzie daremnie oczekiwał na ruch Wysockiego z Galicji. 17 maja doszło do zwycięskiej bitwy pod Miropolem. Różycki pozostawił tam piechotę pod dowództwem Władysława Ciechońskiego, a sam z jazdą wyruszył na Podole, gdzie jednak nie było żadnych oznak powstańczych wystąpień. W tym czasie został rozbity oddział Cichońskiego, a za Różyckim wyruszył pościg. 26 maja doszło do bitwy pod Salichą, z której Różycki wyszedł zwycięsko i skierował swój oddział do Galicji. Kampania trwała zaledwie 3 tygodnie, był to początek końca powstania na Rusi.
Z końcem maja 1863 roku powstał na Ukrainie Wydział Wykonawczy Rządu Narodowego, a jego komisarzem został Marian Sokołowski, który przybył z Galicji. Uciekł jednak, gdy policja natrafiła na jego ślad, a jego następcą został Antoni Chamiec.
Pod koniec roku 1863 zaczął wychodzić we Lwowie ruski tygodnik literacki „Meta”, który miał oparcie w kółkach młodzieżowych, tzw. „hromadach”. Organizacja ta stanowiła zalążek ukraińskiego ruchu nacjonalistycznego, wrogiego zarówno Rosji, jak i Polsce. Nie przekreślali oni porozumienia z Rządem Narodowym, jednak pod warunkiem, że Ukraina nie będzie traktowana jak prowincja, ale jak równorzędne państwo.
Przywódcy powstania nie byli w stanie przygotować Rusi do zrywu, a wynikało to nie tylko z postawy chłopów, ale również szlachty i mieszczaństwa. W większej części Ukrainy chłopi zbroili się i napadali na powstańców nie tylko z posłuszeństwa dla carskiej władzy, ale także w nadziei ostatecznej rozprawy ze szlachtą. 
W roku następnym Rząd Narodowy starał się dojść do porozumienia z Gromadą, która w dalszym ciągu domagała się niezależności narodu ukraińskiego. Jednak Rząd nie był w stanie pójść na takie ustępstwa wobec Rusi. Dla tych, którzy w tym czasie stali na czele powstania rzeczą niemożliwą było odstąpić od trzystuletniej tradycji. Jedyne, na co Rząd się zdobył, to obietnica autonomii, ale w ścisłym związku z Polską. Upór ten całkowicie zaprzepaścił szansę na porozumienie między obiema stronami i skazał na porażkę. Była to już ostatnia próba nawiązania współpracy między Gromadą a Rządem.
W 1864 roku upadło powstanie w Królestwie Polskim. Represje dotknęły również powstańców z Ukrainy, ale głównie tych, którzy zostali złapani za uczestnictwo w powstaniu. Byli oni rozstrzeliwani i wieszani. Na katorgi i więzienie skazywano za pomoc udzielaną powstańcom. Od maja 1863 roku do maja 1867 roku skazano łącznie za udział w powstaniu na Ukrainie ok. 3100 osób, w latach 1863-1873 z tych samych przyczyn skonfiskowano 144 majątki. Dodatkowym środkiem represyjnym był specjalny podatek nałożony na właścicieli ziemskich.